# Dendrobates tinctorius
La rana flecha tintada (Dendrobates tinctorius) es una especie de anfibio anuro de la familia de las ranas venenosas de dardo (Dendrobatidae). Se distribuye por Venezuela, Surinam, Guyana, Guayana Francesa y el norte de Brasil. Habita en selvas tropicales primarias por debajo de los 600 metros de altitud.
Es una rana venenosa, su piel contiene alcaloides venenosos (pumiliotoxinas principalmente) que obtiene de su dieta. Este veneno es capaz de causar síntomas de entumecimiento muscular y problemas cardiorespiratorios en humanos.
Es una especie frecuente en el mercado de mascotas, lo que es una amenaza a su conservación ya que se captura ilegalmente en la naturaleza, a pesar de que también se lleva criando en cautividad desde hace mucho tiempo. Está protegida por el tratado internacional CITES (Apéndice II). Aunque sus poblaciones parecen estables y de buen tamaño, tiene una prevalencia grande del hongo quitridio. Este hongo ha causado la extinción de muchas especies de anfibios y ha puesto a otras muchas en grave peligro y fue identificado por primera vez en esta especie.

## Descripción

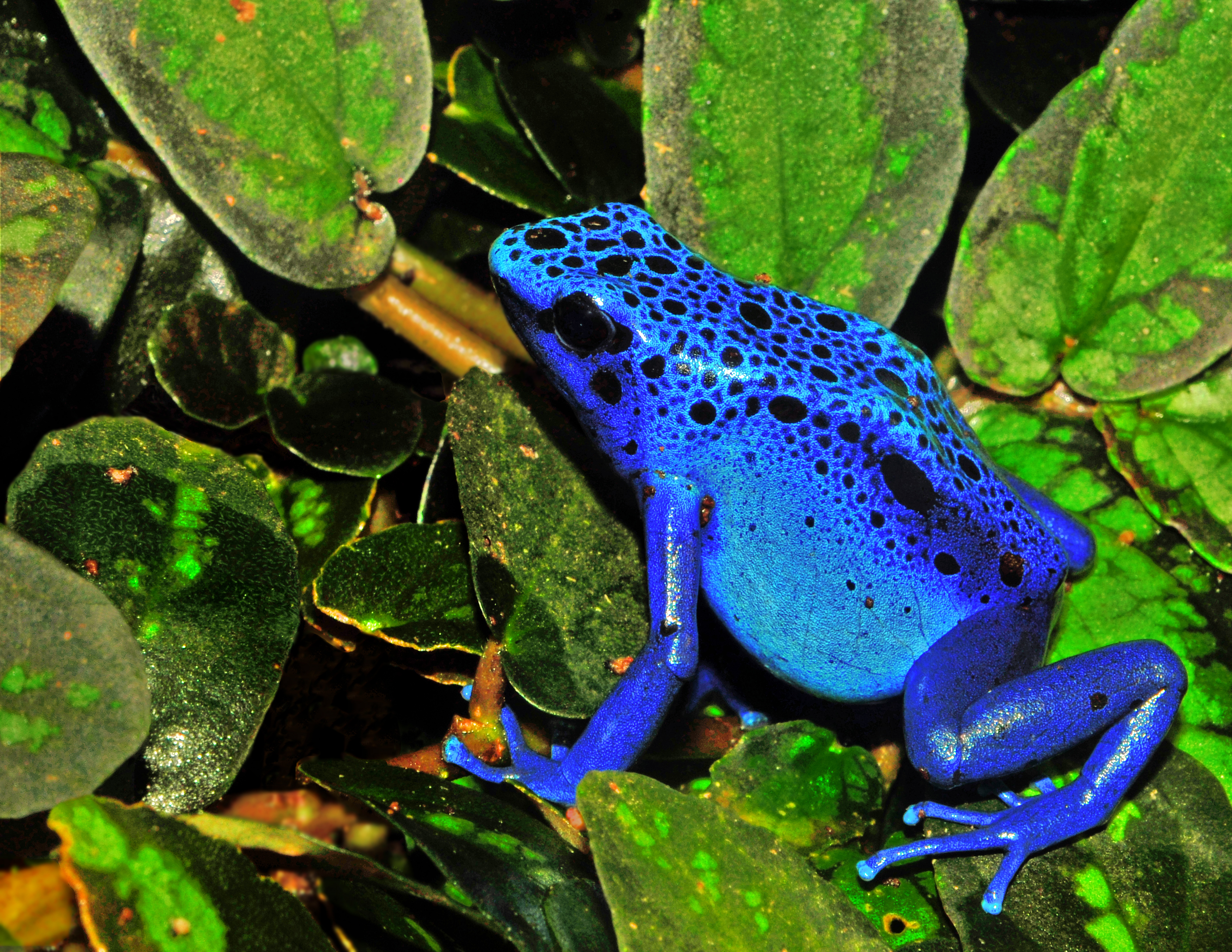
Dendrobates tinctorius var. azureus

Dentro de la familia Dendrobatidae es una rana grande, mide entre 37 y 53 mm de longitud, pudiendo alcanzar las hembras un  mayor tamaño. Su patrón de coloración es muy variable y se han identificado muchas "variedades" basadas en estos patrones. Es un coloración llamativa y aposemática, lo que significa que busca alertar a posibles depredadores de que no es una presa deseable, en este caso al ser venenosa. Por lo general el dorso es negro con manchas o bandas transversales naranjas, amarillas, verdes, blancas o azules. Los laterales del cuerpo suele tener una banda negra que separa la coloración dorsal de la ventral. El vientre tiende a ser negro con un patrón recitulado azul, amarillo, verde o blanco. La coloración es muy variable entre diferentes poblaciones de la especie, pero es más homogénea dentro de cada población. Esta variabilidad ayuda a que se puedan identificar individuos específicos. Ambos sexos son parecidos, aunque parece que puede haber diferencias en coloración entre sexos en cada población. Los machos tienen además almohadillas digitales más grandes, lo que les ayuda a escalar los árboles.
Dendrobates azureus es considerado una variante de coloración de Dendrobates tinctorius, pero otros autores sostienen que quizás sea una especie independiente. Dendrobates tinctorius var. azureus es de color azul con manchas y motas oscuras en el dorso.
Variabilidad de patrones de coloración en Dendrobates tinctorius: 

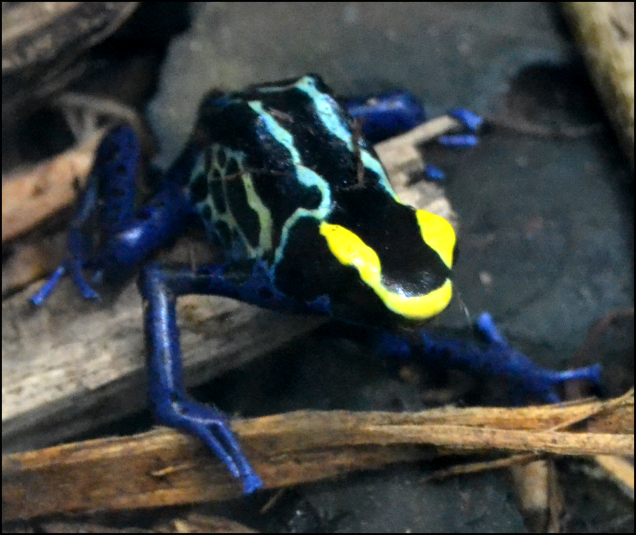
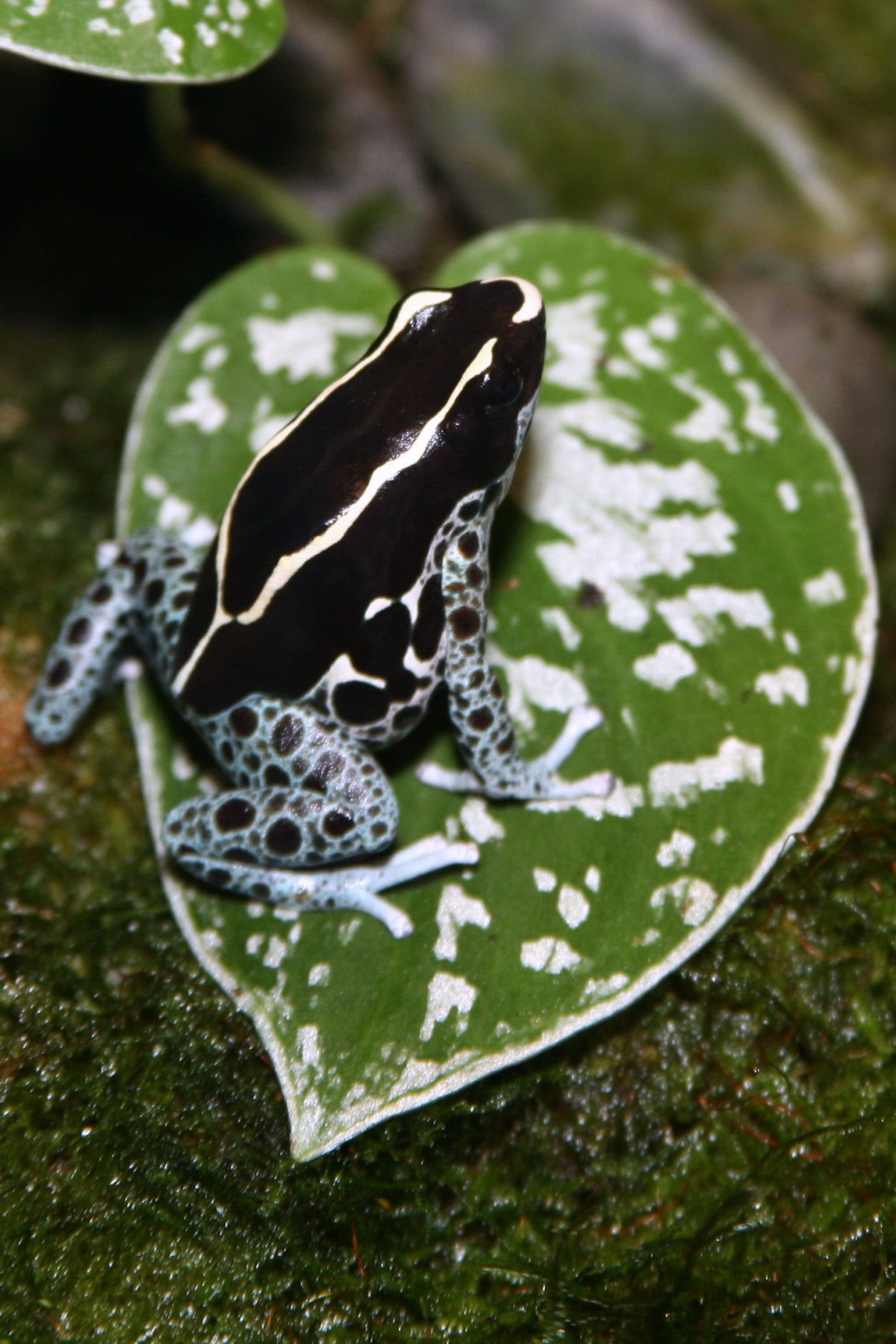
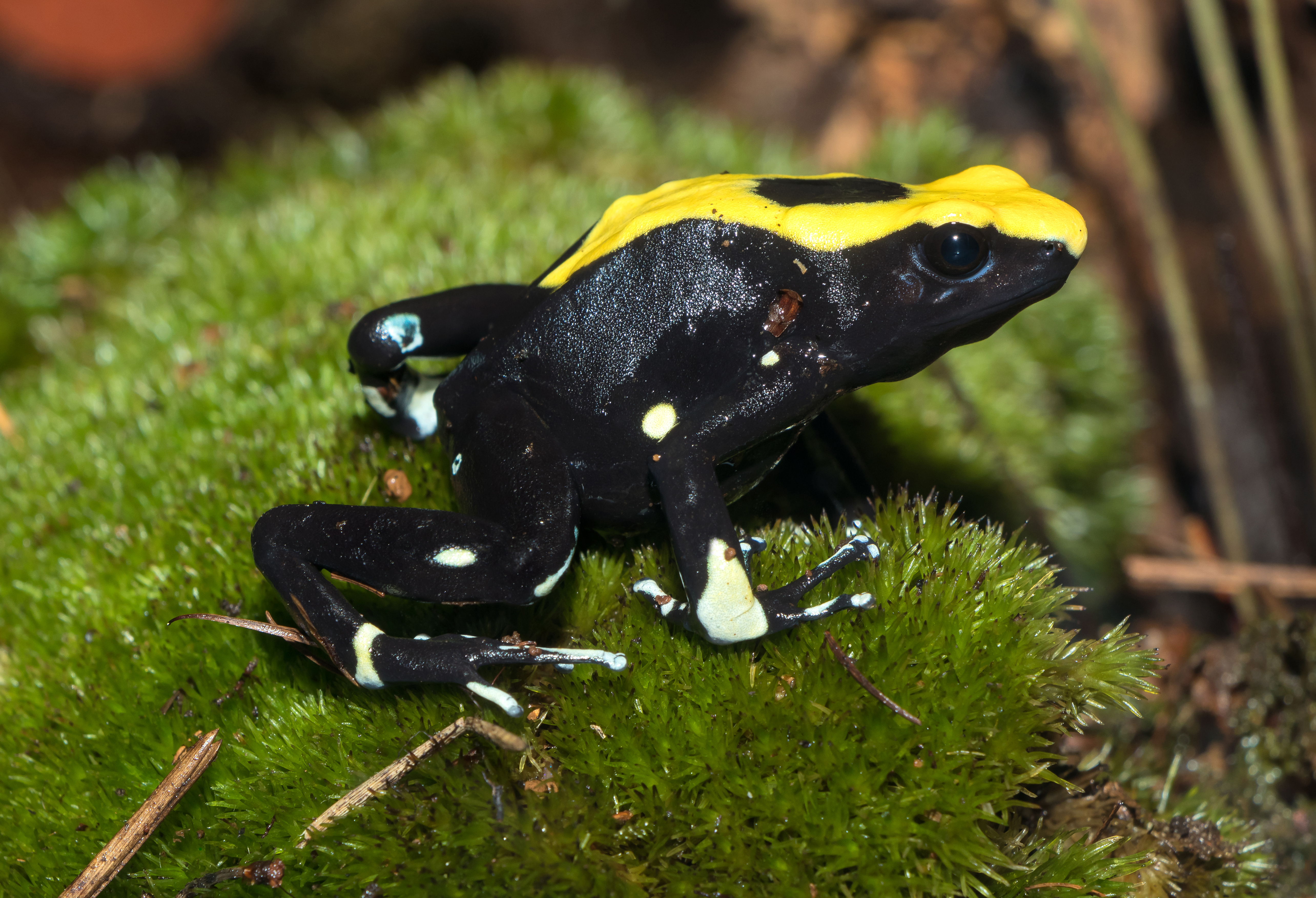
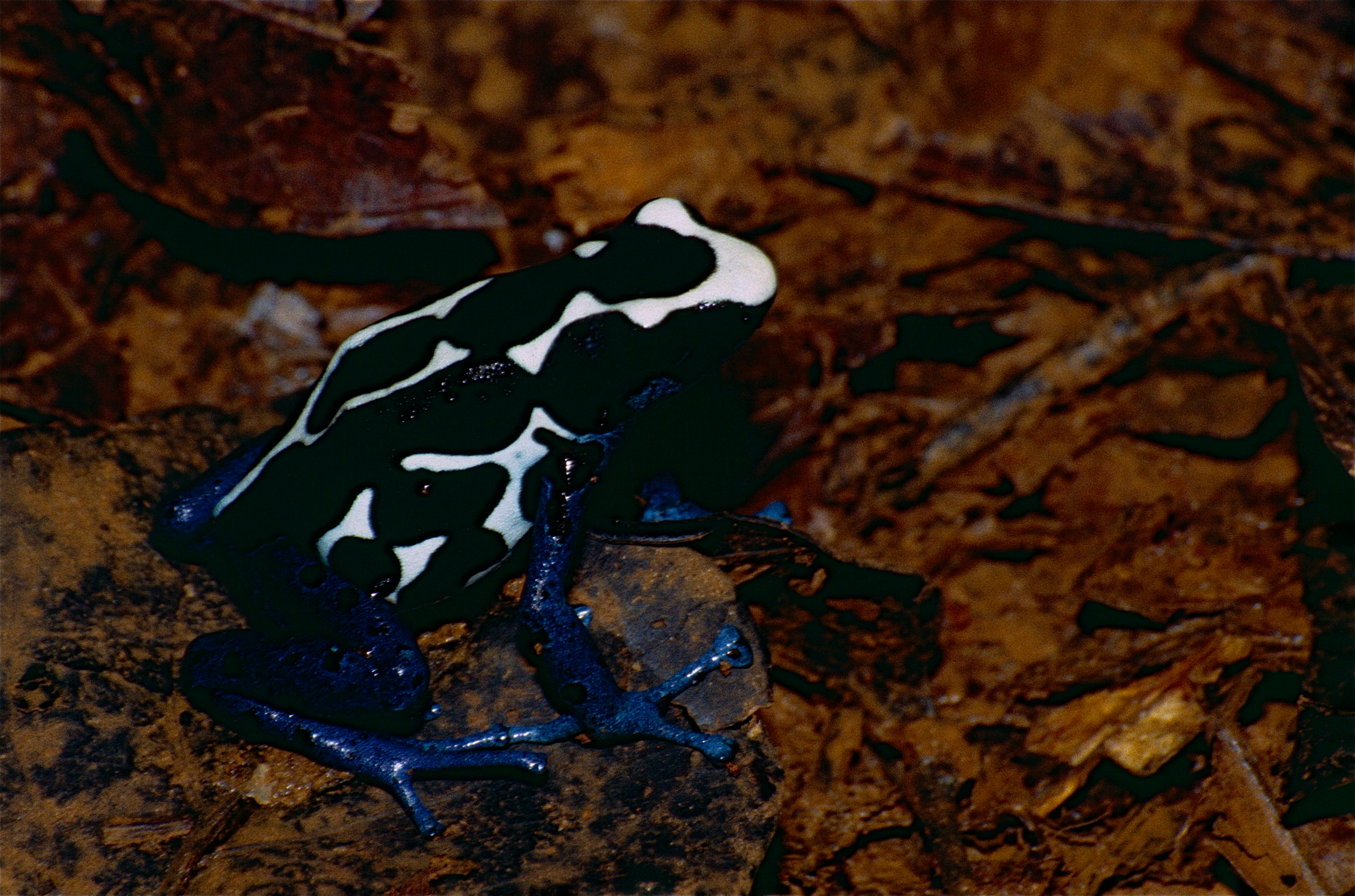
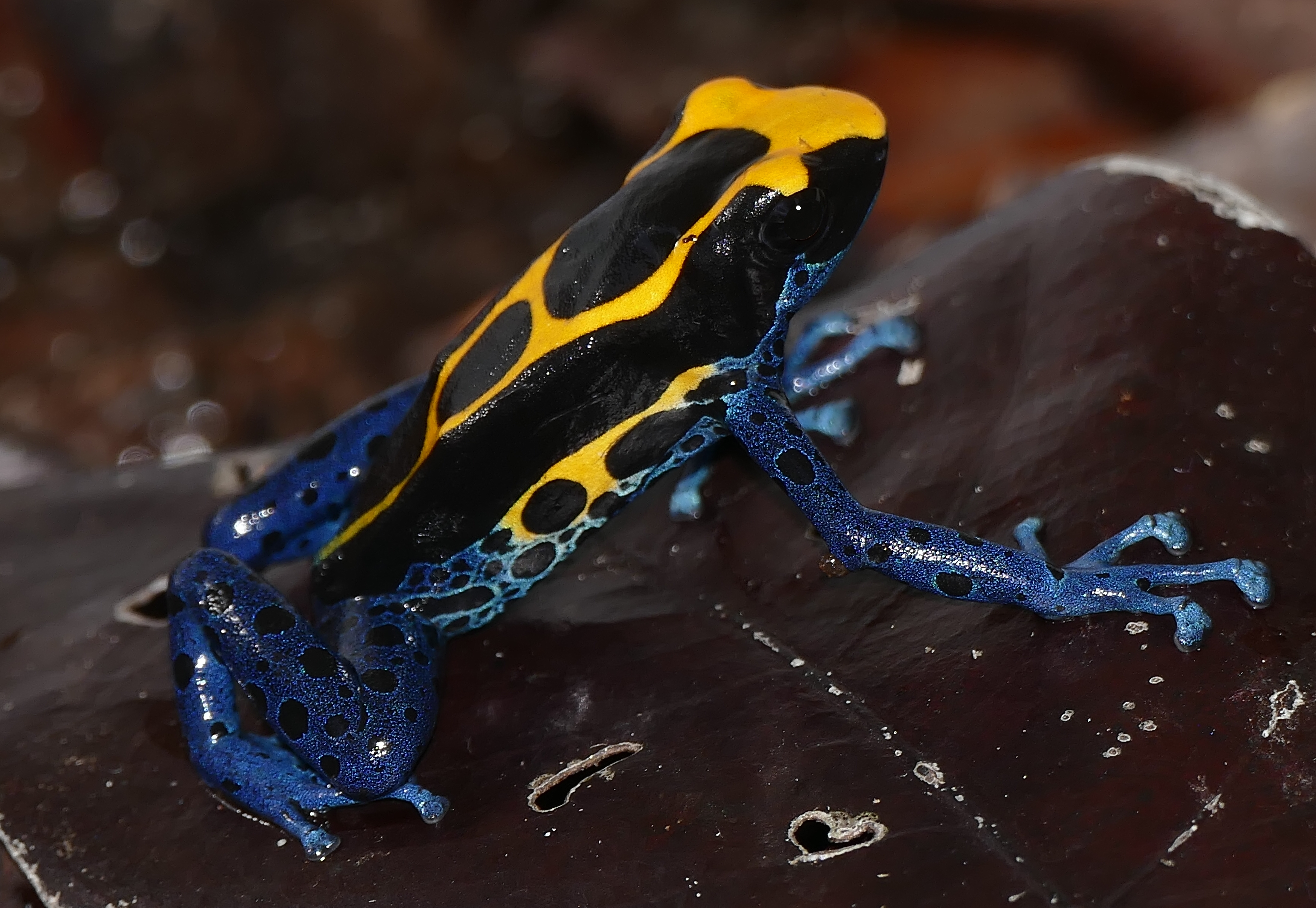

## Comportamiento

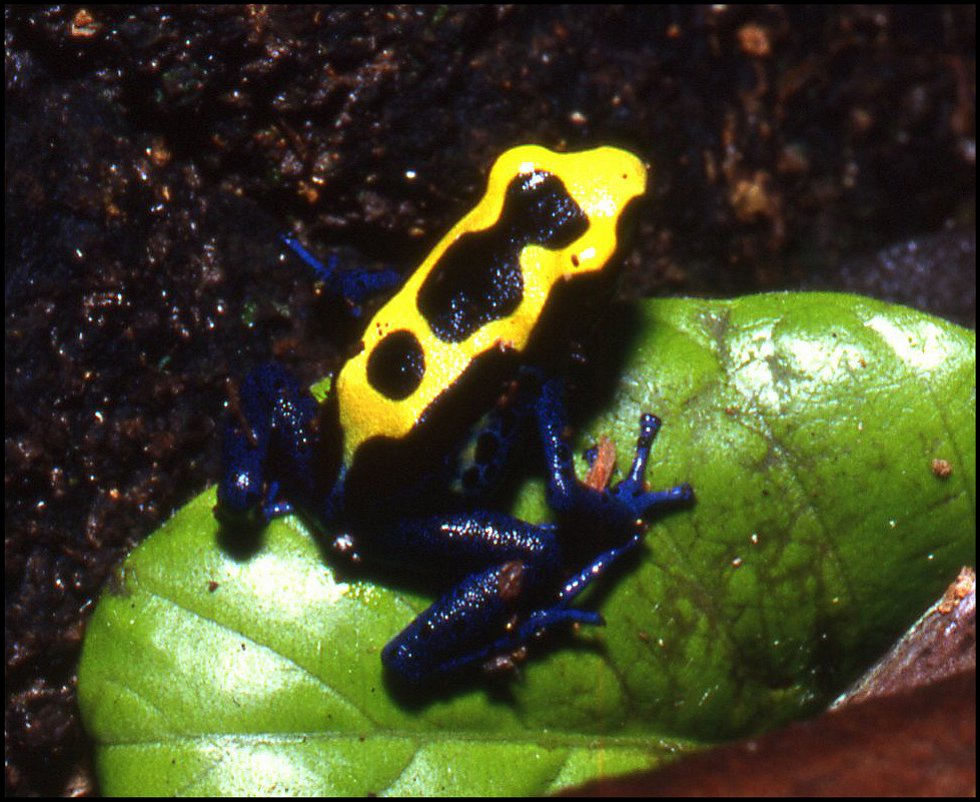
Dendrobates tinctorius en la Guayana Francesa.

Estas ranas se alimentan de insectos pequeños y otros artrópodos como ácaros. Su principal presa son las hormigas. Como otras especies de su género obtiene los alcaloides y otras toxinas de su piel de su dieta. Los renacuajos son carnívoros y caníbales.
En la estación lluviosa suelen encontrarse en claros del bosque, donde un árbol se haya caído recientemente. Estas zonas proveen de mayor cantidad y diversidad de alimento, y también pueden ser zonas donde es más fácil encontrar una pareja reproductiva o pueden proveer más hábitats para el desarrollo de los renacuajos. Los machos establecen territorios temporales  durante esta estación centrados en asegurarse una buena provisión de alimento más que en el aspecto reproductivos. En la estación seca migran al interior del bosque y en general son menos activas.
Es una especie diurna, siendo sus períodos de actividad máxima en las primeras horas de la mañana y en las últimas de la tarde. Es por lo general terrestre aunque puede escalar árboles hasta varios metros de altura para depositar sus renacuajos. Al contrario que la mayoría de sus congéneres los machos casi no cantan y solo durante el cortejo y luchas contra otros machos emiten unas vocalizaciones de baja intensidad que son audibles para los humanos solo a distancias muy pequeñas.
Se reproduce durante la estación lluviosa. El cortejo entre el macho y la hembra puede durar varias horas e incluye la búsqueda de un lugar apropiado para la deposición de los huevos. Pone entre 3 y 14 huevos en la hojarasca del bosque y estos son protegidos por el macho que también se asegura de que se mantengan húmedos. Los huevos tardan entre 14 y 28 días en eclosionar. Una vez que eclosionan los machos transportan los renacuajos (de uno en uno o de dos en dos) cargados a su espalda hasta los cuerpos de agua donde se desarrollarán: bromelias, brácteas de palmera y agujeros de los árboles rellenos de agua. Los machos llevan a los renacuajos a cuerpos de agua a menudo alejados de sus territorios, probablemente para aumentar la dispersión de sus genes y al mismo tiempo reducir la competencias sobre su territorio. Los renacuajos tardan entre 90 y 120 días en metamorfosear. En cautividad, los juveniles tardan en torno a 18 meses en alcanzar la madurez.